# 松平忠福
松平 忠福（まつだいら ただよし）は、江戸時代中期の大名。上野国小幡藩2代藩主。官位は従五位下・采女正。忠尚系奥平松平家4代。

## 経歴
寛保2年（1742年）12月25日、初代藩主・松平忠恒の長男として誕生。明和5年（1768年）、父の死去により跡を継ぐ。安永3年（1774年）12月に奏者番頭となり、天明5年（1785年）12月24日に西の丸若年寄となる。天明6年（1786年）10月に若年寄となった。
藩政においては、寛政3年（1791年）に藩校・小幡学校を創設する。また、藩財政の困窮化と領内の荒廃化が進み、寛政10年（1799年）に困窮農民救済の低利貸付金制度（恵民講）を制度化したが、効果はなかった。寛政11年（1799年）5月19日に死去した。享年58。世子とした長男の忠房、三男の忠彊がともに早世したため、跡を忠房の子・忠恵が継いだ。

## 系譜
父母
- 松平忠恒（父）
- 津軽信興の娘（母）

正室
- 歌姫 - 松平資訓の養女、松平資順の娘

子女
- 松平忠房（長男）生母は歌姫（正室）
- 高木正直の養子（次男）生母は歌姫（正室）
- 松平忠彊（三男）生母は歌姫（正室）
- 横瀬貞征[1]（四男）生母は歌姫（正室）
- 津田信久正室
- 曲淵景露室
- 曲淵景露室